# Alfonso Álvarez Gándara
Pour les articles homonymes, voir Álvarez.
Alfonso Álvarez Gándara, né le 27 janvier 1939 à Tui (Galice) et mort le 2 août 2021 à Vigo (Galice), est un avocat et homme politique espagnol. Il est l'un des fondateurs du Mouvement socialiste de Galice.

## Biographie
Fils de Darío Álvarez Blázquez et frère de Darío Álvarez Gándara, il naquit à Tui, dans le sud de la Galice. Chroniqueur dans la presse locale, il reçut le « Prix Fernández Latorre » en 1967 pour un article intitulé « La Iglesia no habla la misma lengua que los gallegos » (L'église ne parle pas la même langue que les Galiciens). Il fut un des promoteurs du Mouvement socialiste galicien. 
Avant la fusion de ce mouvement politique avec le Parti socialiste galicien, il fut candidat à la députation aux élections générales de 1977. Échouant dans cette première tentative, il fut néanmoins élu conseiller aux élections municipales de 1979 sur la liste de Unidade galega (Unité galicienne). Il devint ensuite secrétaire général du Parti galeguiste (1981-1983). 
Il exerce au sein du collège des avocats de Vigo depuis 1989 et fut un temps président du conseil des avocats de Galice.

## Source
- (gl) Cet article est partiellement ou en totalité issu de l’article de Wikipédia en galicien intitulé « Alfonso Álvarez Gándara » (voir la liste des auteurs).